# Lupinus aliamandus
Lupinus aliamandus är en ärtväxtart som beskrevs av Charles Piper Smith. Lupinus aliamandus ingår i släktet lupiner, och familjen ärtväxter. Inga underarter finns listade i Catalogue of Life.